# Phascogale pirata
Туан пухнастохвостий (Phascogale pirata) — представник родини кволових роду туанів. Ендемік Австралію. Живе на півночі Північної території. Населяє острів Мелвіль, півострів Кобург, західний острів Пелью, Національний Парк Какаду, Національний Парк Ґаріг Ґунак Барлу і Національний Парк Літчфілд. Найчастіше спостерігався у високих відкритих лісах з переважанням Eucalyptus miniata та Eucalyptus tetrodonta.

## Опис
Вид веде поодинокий, нічний і деревний спосіб життя. День проводитьв гнізді, в дуплах дерев, харчується як на землі так і на деревах, поживою, в основному, є безхребетні, але й деяких дрібні хребетні. Найпримітнішим у зовнішності виду є довге чорні волосся на хвості. Це волосся може ставати дибки коли тварина стривожена, надаючи хвостові вигляд йоржика. Загальне забарвлення тіла темно-сіре, писок помітно загострений, очі великі. Вага тіла близько 150—200 г.

## Загрози та охорона
Деградація середовища проживання у зв'язку із скотарством і фрагментація, викликана зміною режиму пожеж (що призводить до заміни звичного підліску на екзотичний) є основними загрозами. Зареєстрований у трьох національних парках.